# Lövtjärnen (Leksands socken, Dalarna)
Lövtjärnen är en sjö i Leksands kommun i Dalarna och ingår i Dalälvens huvudavrinningsområde. Sjön är 6,7 meter djup, har en yta på 0,086 kvadratkilometer och befinner sig 314 meter över havet.

## Delavrinningsområde
Lövtjärnen ingår i det delavrinningsområde (672173-142789) som SMHI kallar för Utloppet av Ballsen. Medelhöjden är 308 meter över havet och ytan är 13,12 kvadratkilometer. Räknas de 12 avrinningsområdena uppströms in blir den ackumulerade arean 110,76 kvadratkilometer. Snöån (Mögsjöån) som avvattnar avrinningsområdet har biflödesordning 3, vilket innebär att vattnet flödar genom totalt 3 vattendrag innan det når havet efter 311 kilometer. Avrinningsområdet består mestadels av skog (64 procent) och sankmarker (20 procent). Avrinningsområdet har 1,71 kvadratkilometer vattenytor vilket ger det en sjöprocent på 13 procent.